# 423 (số)
423 (bốn trăm hai mươi ba) là một số tự nhiên ngay sau 422 và ngay trước 424.